# 112-й окремий вертолітний полк (РФ)
112-й окремий вертолітний полк (112 ОВП, в/ч 78081) — тактичне формування Армійської авіації Російської Федерації. Дислокується на аеродромі Черемушки в місті Чита. Перебуває у складі 11-ї армії ВПС та ППО Східного військового округу.

## Історія
112-й окремий вертолітний полк створено 29 січня 1968 року. Базувався на аеродромі Нерчинськ Читинської області та перебував у складі 36-ї загальновійськової армії Забайкальського військового округу. Мав найменування 112-й окремий транспортно-бойовий вертолітний полк. Спочатку 112-й окремий вертолітний полк використовував багатоцільові гелікоптери Мі-4 і важкі транспортні Мі-6, потім на оснащення формування надійшли Мі-8, з 1981 року ударні гелікоптери Мі-24. Також у полку були вертольоти-постановники перешкод Мі-10ПП.
Під час реформи Збройних сил Росії 2010 року полк переформували на 439-ту авіаційну базу армійської авіації 3-го командування ВПС і ППО.
У 2017 році 439-ту авіаційну базу армійської авіації переформували назад на 112-й окремий вертолітний полк.